# Jorma Kinnunen
Jorma Kinnunen (n. 15 decembrie 1941, Pihtipudas, Vaasa Province⁠(d), Finlanda – d. 25 iulie 2019, Äänekoski, Finlanda Centrală, Finlanda) a fost un atlet finlandez, medaliat olimpic. A participat la 3 ediții ale Jocurilor Olimpice (1964, 1968, 1972) în care a câștigat o medalie de argint în proba de aruncarea suliței.

## Palmares
| An   | Competiție           | Locație                   | Loc | Note  |
| ---- | -------------------- | ------------------------- | --- | ----- |
| 1964 | Jocurile Olimpice    | Tokio, Japonia            | 6   | 76,94 |
| 1966 | Campionatul European | Budapesta, Ungaria        | 12  | 70,48 |
| 1968 | Jocurile Olimpice    | Ciudad de México, Mexic   | 2   | 88,58 |
| 1969 | Campionatul European | Atena, Grecia             | 10  | 74,82 |
| 1971 | Campionatul European | Helsinki, Finlanda        | 5   | 80,96 |
| 1972 | Jocurile Olimpice    | München, Germania de Vest | 6   | 82,08 |